# Anaspis picimana
Anaspis picimana es una especie de coleóptero de la familia Scraptiidae.

## Distribución geográfica
Habita en Altái (Asia).